# Estación Aeronaval de Isla Socorro
La Estación Aeronaval de Isla Socorro (Código ICAO MM81 - Código FAA: MM2T) es un aeródromo militar exclusivo de la Armada de México y la Aviación Naval Mexicana ubicado en Isla Socorro, Colima, México es usado para transportar vía aérea a los marinos mexicanos y a sus familias que cumplen su servicio dentro de ese lugar. 

## Información
Se localiza a 5 kilómetros al noroeste del conjunto habitacional usado por las familias de los marinos y anteriormente contaba con una pista de aterrizaje de 1240 metros de largo y 30 metros de ancho. A partir de 2008 la pista se amplió a 1600 metros, añadiéndose 90 m al lado norte y 260 m al lado sur, la pista actualmente tiene una superficie de concreto y una anchura de 50 m; el aeródromo cuenta con una plataforma de aviación y un hangar.